# Artediellus miacanthus
Artediellus miacanthus és una espècie de peix pertanyent a la família dels còtids.

## Hàbitat
És un peix marí, demersal i de clima temperat que viu entre 33 i 400 m de fondària.

## Distribució geogràfica
Es troba al Pacífic nord: el nord del mar del Japó, el mar d'Okhotsk, el golf d'Anadyr i el mar de Bering.

## Observacions
És inofensiu per als humans.